# Održavanje
Održavanje općenito govoreći je postupak kojim se nastoji održati istim neko stanje ili neka sposobnost. Održavanje kao takvo najveću primjenu ima u tehničkim znanostima, gdje postoji i cijelo jedno područje koje se bavi teorijom održavanja.
Održavanje radnih sredstava dio je proizvodnog procesa kojemu je zadaća održavanje tehnološke opreme u proizvodnom stanju. Održavanje radnih sredstava razumijeva stalnu kontrolu nad sredstvima za rad, vršenje određenih popravaka i provođenje preventivnih postupaka radi sprječavanja zastoja u procesu proizvodnje. Troškovi održavanja nisu maleni. Oni su iznosom jednaki nabavnoj vrijednosti stroja ili opreme, ali su raspoređeni kroz vijek trajanja stroja. Stoga održavanju radnih sredstava treba pridati ni manje, ni više nego onoliko pozornosti koliko je potrebno da proizvodni proces teče po unaprijed utvrđenom planu.

## Održavanje u tehnici
Održavanje u tehnici podrazumjeva postupak pregleda, popravka ili poboljšavanja nekog uređaja čime mu se otklanja kvar, poboljšava postojeće stanje ili samo produžava radni vijek. Teorija održavanja temelji se na dva sukobljena zahtjeva:
- troškovi održavanja moraju biti što manji,
- uređaj mora raditi što pouzdanije, odnosno održavanje mora biti što bolje i češće.

Kako je nemoguće pomiriti ova dva zahtjeva cijela teorija održavanja se zasniva na nagodbi (kompromisu) odnosno na pokušaju da se postigne što veća sigurnost uz što manju cijenu. Pri tome važnu ulogu imaju zakoni i pravila koja se moraju poštovati pri radu pojedinih uređaja koja nameću minimume standarda koji moraju biti zadovoljeni za pojedine grane tehnike.

### Održavanje radnih sredstava
Održavanje radnih sredstava dio je proizvodnog procesa kojemu je zadaća održavanje tehnološke opreme u proizvodnom stanju. Održavanje radnih sredstava razumijeva stalnu kontrolu nad sredstvima za rad, vršenje određenih popravaka i provođenje preventivnih postupaka radi sprječavanja zastoja u procesu proizvodnje.

## Ciljevi održavanja
Ciljevi održavanja mogu se podijeliti na tehnološke i gospodarske (ekonomske).
Tehnološki ciljevi održavanja jesu:
- održavanje radne sposobnosti opreme na potrebnoj razini,
- uvođenje poboljšanja (inovacija) i usavršavanje,
- produljenje vijeka trajanja,
- postizanje bolje kvalitete,
- ravnomjernija i brža proizvodnja.

Gospodarski ili ekonomski ciljevi održavanja jesu:
- najbolje iskorištenje opreme,
- povećanje proizvodnosti i
- povećanje isplativosti (ekonomičnosti) proizvodnje i održavanja.

## Strategije održavanja
Održavanje se može grupirati u 3 osnovne grupe.

### Prema izvoru financijskih sredstava
Prema izvoru financijskih sredstava održavanje može biti:
- tekuće održavanje je oblik održavanja koji se mora obaviti u što kraćem roku. Cilj mu je održavanje strojeva u proizvodnom stanju. To se održavanje naplaćuje iz obrtnih sredstava poduzeća;
- osnovno ili investicijsko održavanje ima zadaću vratiti radna sredstva u proizvodno stanje (na primjer remont stroja). Naplaćuje se iz osnovnih (investicijskih) sredstava poduzeća.

### Prema tehnološkoj namjeni
Prema tehnološkoj namjeni održavanje može biti:
- popravak iznenadnih kvarova;
- čišćenje;
- podmazivanje;
- kontrola i zamjena ulja;
- kontrolni pregledi;
- preventivni pregledi;
- mali popravci;
- srednji popravci;
- veliki popravci.

### Prema vremenu nastanka kvara
Prema vremenu nastanka kvara održavanje može biti:
- korektivno održavanje,
- preventivno održavanje.

Korektivno održavanje je održavanje kod kojeg se uređaj održava tek nakon što je nastupio kvar odnosno zastoj. Ovaj način održavanja je najzastupljeniji usprkos cijelom nizu negativnih svojstava koje sa sobom nosi. Ovaj način održavanja naziva se i ne diraj dok radi.
Preventivno održavanje je održavanje prilikom kojeg se uređaj održava prije nego nastupi kvar. Ovaj način dokida negativna svojstva korektivnog održavanja, ali sa sobom nosi neka druga negativna svojstva. Preventivno održavnje se može vršiti na nekoliko načina. Može biti izvedeno kao Planirano održavanje, koje se vrši u zadanim vremenskim intervalima (engleski: Time Based Maintenance) ili na temelju broja prijeđenih kilometara, na temelju broja radnih sati, nakon određenog broja izvršenih radnih operacija, itd; ili kao prediktivno održavanje (održavanje po stanju) kod koje se aktivnosti održavanja realiziraju na temelju stanja dijelova i sustava.
Korektivno održavanje se najčešće realizira neplanski i brzo, a preventivno održavanje se realizira planski, odnosno kada se za to ukaže potreba.
Prilikom održavanja uređaja koriste se oba navedena načina, vitalni dijelovi se većinom održavaju aktivnim načinom, odnosno preventivno, a manje bitni pasivno, odnosno korektivnim načinom.

## Dokumentacija u održavanju
U sklopu sustava informiranja u održavanju nositelji informacija su dokumenti koje možemo podijeliti na 3 skupine:
- konstrukcijska dokumentacija - tehnički crteži:
  - sklopni crtež stroja,
  - crteži sklopova,
  - radionički crteži,
  - shema instalacija,
  - kinematička shema i slično.
- tehnološka dokumentacija:
  - tehnološki postupak,
  - karta podmazivanja,
  - upute za održavanje,
  - katalog zamjenjivih dijelova,
  - list preventivnog pregleda,
  - tehnološki postupak preventivnog pregleda,
  - ispitna karta i slično,
- radna dokumentacija:
  - izvješće o kvaru,
  - radni nalog,
  - izdatnica,
  - radni list i slično.

### Konstrukcijska dokumentacija
U procesu održavanja konstrukcijska se dokumentacija ne izrađuje po svim tehničkim propisima. Obično se radi na izometrijskoj mreži, uz navođenje najbitnijih podataka. To su zapravo skice kojima radnik rješava probleme popravaka.

### Tehnološki postupak
Tehnološki postupak kao dokument u održavanju je dokument po kojemu se izvodi redoslijed popravljanja, bilo da se radi o strojevima, sklopovima ili njihovim sastavnim dijelovima. Osim redoslijeda rada, u tehnološkom postupku nalaze se podaci o potrebnim alatima, podaci o točnosti mjera i oblika koje se moraju postići, podaci o načinu popravljanja i provjeravanja te podaci o predviđenom vremenu za obavljanje pojedinih radnji.

### Karta podmazivanja
Karta podmazivanja sadrži naziv stroja, crtež stroja s oznakama za podmazivanje, vrstu maziva i pojmove podmazivanja.

### List preventivnog pregleda
List preventivnog pregleda služi da se označi više podataka kao što su: naziv stroja, naziv funkcionalne cjeline, učestalost pregleda, osoblje za pregled, vrijeme potrebno za pregled i slično.

### Tehnološki postupak preventivnog pregleda
Tehnološki postupak preventivnog pregleda opisuje tok pregleda strojnog dijela i moguće kvarove.

### Ispitna karta
Ispitna karta služi za upisivanje i kontrolu geometrijskih i radnih točnosti stroja.

### Izvješće o kvaru
Izvješće o kvaru služi da se zabilježe nastali kvarovi. Blok s tim dokumentima radnik koji radi na održavanju uvijek nosi sa sobom i kad uoči kvar, zabilježi ga sa sljedećim podacima: datumom, potpisom, mjestom i vrstom kvara, podatkom o tome je li kvar uklonjen ili ne i ima li zastoja u proizvodnji.

### Radni nalog
Radni nalog osnovni je dokument za pristup određenim poslovima održavanja, a služi i da se zabilježe svi radovi koji se izvode za vrijeme nekog popravka.

### Izdatnica
Izdatnica sadrži podatke o materijalu izdanome za neki radni nalog.

### Radni list
Radni list služi za prikupljanje podataka o utrošenom vremenu prema izvršiteljima radova i radnim nalozima.

## Vanjske poveznice
- Hrvatsko društvo održavatelja  Arhivirana inačica izvorne stranice od 7. svibnja 2010. (Wayback Machine)
- Studija o organizaciji održavanja